# Tauhiti Keck
Tauhiti Keck (Tahiti, 1º  agosto 1994) è un calciatore francese nato a Tahiti, centrocampista del Tefana.

## Carriera

### Club
Ha esordito nel 2010  nel campionato tahitiano dove milita ancora oggi. Non ha mai giocato in campionati esteri.
In carriera ha totalizzato complessivamente 9 presenze e 4 reti in OFC Champions League.

### Nazionale
Nel 2011 ha giocato 5 partite con la nazionale Under-17.
Ha poi esordito in nazionale maggiore sempre nel 2011, venendo poi convocato per la Coppa delle Nazioni Oceaniane nel 2016. Tra il 2011 ed il 2017 ha totalizzato complessivamente 6 presenze e 2 reti in nazionale.